# Seznam naselij v Sloveniji (I)
Seznam naselij v Sloveniji, imena na I
Seznam naselij:
A
Ba
Br
C
Č
D
E
F
Ga
Gr
H
I
J
Ka
Kr
L
M
N
O
Pa
Pog
R
Sa
Sr
Š
T
U
V
Z
Ž

## Seznam
| Slika                     | Ime naselja             | Občina               | Poštna številka | Pošta                  |
| ------------------------- | ----------------------- | -------------------- | --------------- | ---------------------- |
| Klikni za spremembo slike | Idrija pri Bači         | Tolmin               | 5216            | Most na Soči           |
| Klikni za spremembo slike | Idrija                  | Idrija               | 5280            | Idrija                 |
| Klikni za spremembo slike | Idrijska Bela           | Idrija               | 5280            | Idrija                 |
| Klikni za spremembo slike | Idrijske Krnice         | Idrija               | 5281            | Spodnja Idrija         |
| Klikni za spremembo slike | Idrijski Log            | Idrija               | 5274            | Črni vrh nad Idrijo    |
| Klikni za spremembo slike | Idrsko                  | Kobarid              | 5222            | Kobarid                |
| Klikni za spremembo slike | Idršek                  | Idrija               | 5281            | Spodnja Idrija         |
| Klikni za spremembo slike | Ig                      | Ig                   | 1292            | Ig                     |
| Klikni za spremembo slike | Iga vas                 | Loška dolina         | 1386            | Stari trg pri Ložu     |
| Klikni za spremembo slike | Iglenik pri Veliki Loki | Trebnje              | 8212            | Velika Loka            |
| Klikni za spremembo slike | Iglenik                 | Novo mesto           | 8000            | Novo mesto             |
| Klikni za spremembo slike | Ihan                    | Domžale              | 1230            | Domžale                |
| Klikni za spremembo slike | Ihova                   | Benedikt             | 2234            | Benedikt               |
| Klikni za spremembo slike | Ilirska Bistrica        | Ilirska Bistrica     | 6250            | Ilirska Bistrica       |
| Klikni za spremembo slike | Iljaševci               | Križevci             | 9242            | Križevci pri Ljutomeru |
| Klikni za spremembo slike | Ilovca                  | Vojnik               | 3212            | Vojnik                 |
| Klikni za spremembo slike | Ilovci                  | Ljutomer             | 2275            | Miklavž pri Ormožu     |
| Klikni za spremembo slike | Ilovka                  | Kranj                | 4000            | Kranj                  |
| Klikni za spremembo slike | Imenje                  | Brda                 | 5211            | Kojsko                 |
| Klikni za spremembo slike | Imenje                  | Moravče              | 1251            | Moravče                |
| Klikni za spremembo slike | Imenje                  | Šentjernej           | 8310            | Šentjernej             |
| Klikni za spremembo slike | Imeno                   | Podčetrtek           | 3254            | Podčetrtek             |
| Klikni za spremembo slike | Imenska Gorca           | Podčetrtek           | 3254            | Podčetrtek             |
| Klikni za spremembo slike | Imovica                 | Lukovica             | 1225            | Lukovica               |
| Klikni za spremembo slike | Irje                    | Rogaška Slatina      | 3250            | Rogaška Slatina        |
| Klikni za spremembo slike | Iška Loka               | Ig                   | 1292            | Ig                     |
| Klikni za spremembo slike | Iška vas                | Ig                   | 1292            | Ig                     |
| Klikni za spremembo slike | Iška                    | Ig                   | 1292            | Ig                     |
| Klikni za spremembo slike | Ivanci                  | Moravske Toplice     | 9222            | Bogojina               |
| Klikni za spremembo slike | Ivančna Gorica          | Ivančna Gorica       | 1295            | Ivančna Gorica         |
| Klikni za spremembo slike | Ivandol                 | Krško                | 8273            | Leskovec pri Krškem    |
| Klikni za spremembo slike | Ivanje selo             | Cerknica             | 1381            | Rakek                  |
| Klikni za spremembo slike | Ivanji Grad             | Komen                | 6223            | Komen                  |
| Klikni za spremembo slike | Ivanjkovci              | Ormož                | 2259            | Ivanjkovci             |
| Klikni za spremembo slike | Ivanjski Vrh            | Cerkvenjak           | 2236            | Cerkvenjak             |
| Klikni za spremembo slike | Ivanjski Vrh            | Gornja Radgona       | 9245            | Spodnji Ivanjci        |
| Klikni za spremembo slike | Ivanjše                 | Kostanjevica na Krki | 8311            | Kostanjevica na Krki   |
| Klikni za spremembo slike | Ivanjševci ob Ščavnici  | Gornja Radgona       | 9245            | Spodnji Ivanjci        |
| Klikni za spremembo slike | Ivanjševci              | Moravske Toplice     | 9207            | Prosenjakovci          |
| Klikni za spremembo slike | Ivanjševski Vrh         | Gornja Radgona       | 9245            | Spodnji Ivanjci        |
| Klikni za spremembo slike | Ivanovci                | Moravske Toplice     | 9208            | Fokovci                |
| Klikni za spremembo slike | Ivenca                  | Vojnik               | 3212            | Vojnik                 |
| Klikni za spremembo slike | Izgorje                 | Žiri                 | 4226            | Žiri                   |
| Klikni za spremembo slike | Izlake                  | Zagorje ob Savi      | 1411            | Izlake                 |
| Klikni za spremembo slike | Izola                   | Izola                | 6310            | Izola                  |
| Klikni za spremembo slike | Izvir                   | Brežice              | 8263            | Cerklje ob Krki        |
| Klikni za spremembo slike | Ižakovci                | Beltinci             | 9231            | Beltinci               |